# Esther Ouwehand

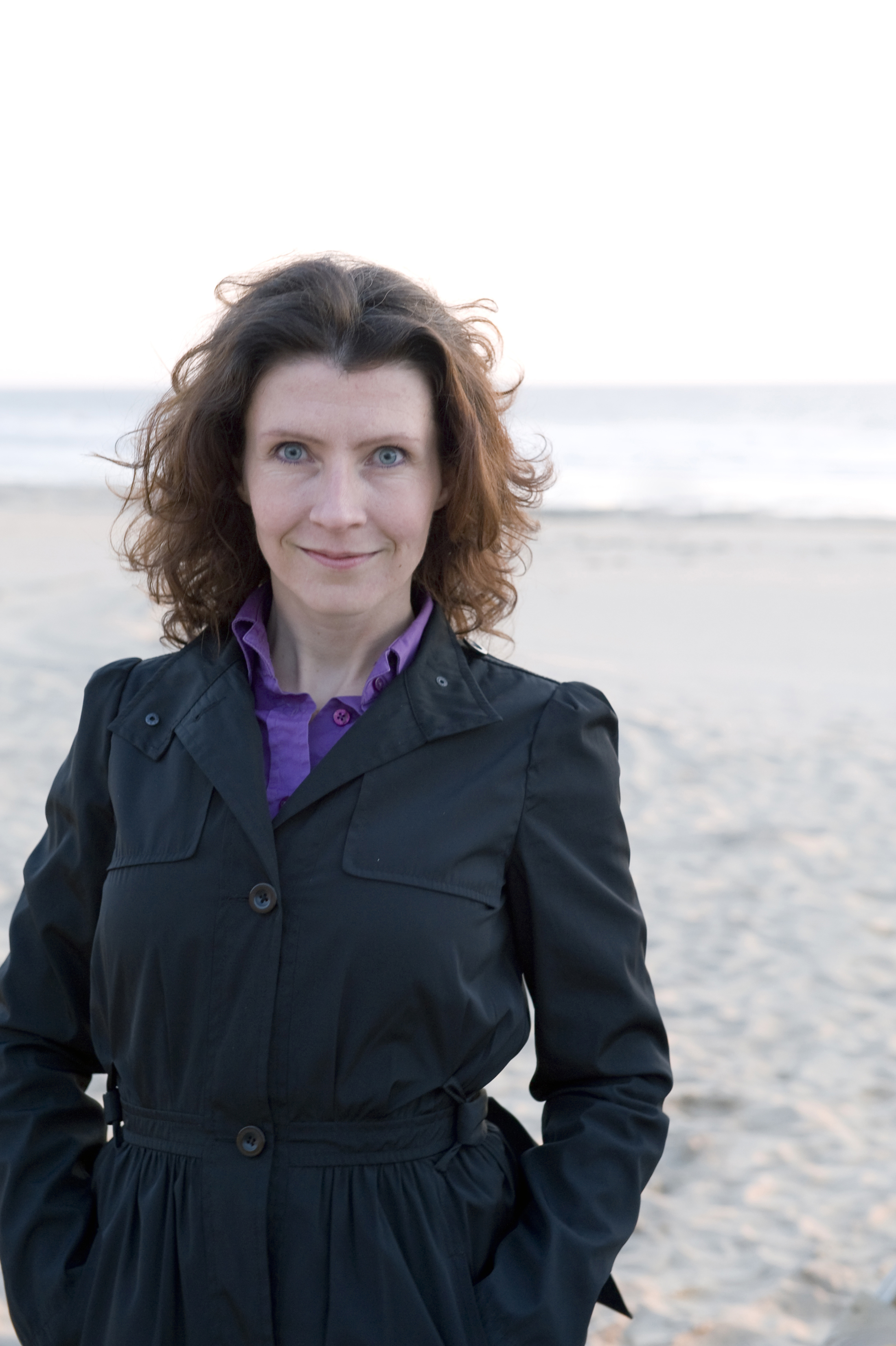
Esther Ouwehand (2010)

Esther Ouwehand (* 10. Juni 1976 in Katwijk) ist eine niederländische Politikerin der Partij voor de Dieren (PvdD).
Von 2004 bis 2006 war sie Koordinatorin des Parteibüros. Seit dem 30. November 2006 ist sie Mitglied der Fraktion der PvdD in der Zweiten Kammer des niederländischen Parlaments. Bis zum 23. März 2017 bildete sie mit Marianne Thieme die zweiköpfige Fraktion. Im Jahr 2012 vertrat sie Thieme während ihrer Babypause als Fraktionsvorsitzende. Von Mitte November 2015 bis zum 18. Oktober 2016 hat Ouwehand ihr Parlamentsmandat aus gesundheitlichen Gründen vorübergehend niedergelegt. Sie wurde in dieser Zeit durch Frank Wassenberg vertreten. Seit dem 9. Oktober 2019 ist sie Fraktionsvorsitzende und Parteiführerin als Nachfolgerin von Marianne Thieme, die das Parlament verlassen hat. Bei der Parlamentswahl am 17. März 2021 und der vorgezogenen Neuwahl am 22. November 2023 war sie Spitzenkandidatin der PvdD.
Ouwehand hat Policy, Kommunikation und Organisation an der Freien Universität Amsterdam studiert (ohne Diplomabschluss). Sie war Marketingmanager eines Herausgebers von Jugendzeitschriften und hat in der Jugendhilfe gearbeitet.
Esther Ouwehand ist Vegetarierin. Sie ist verheiratet und lebt in Leiden.